# بيتر الكسندر (صحفي)
بيتر الكسندر (بالإنجليزية: Peter Alexander)‏ هو صحفي أمريكي، ولد في 29 يوليو 1976 في أوكلاند في الولايات المتحدة.

## وصلات خارجية
- بيتر الكسندر على موقع IMDb (الإنجليزية)